# تشام
عرقية تشام عرقية في جنوب شرق آسيا. مركز وجودهم بين ولاية كامبونغ تشام في كامبوديا وفي فييتنام في مناطق فان رانغ - ثاب تشام، فان ثييت، مدينة هو تشي مينه وأن غيانغ. كما يقيم حوالي 4 آلاف تشامي في تايلاند؛ حيث انتقل كثير منهم إلى فطاني، ولاية ناراثيوا، ولاية يالا، وولاية سونخلا للعمل. يشكل التشام مركز التواجد المسلم في كامبوديا وفيتنام.
التشام بقايا مملكة تشامبا (التي أقيمت بين القرن الـ7 والـ15 م). وهم أقرباء لغيرهم من الأسترونيزيون ويتحدثون باللغة التشامية، وهي لغة ملايو-بولينيزية من عائلة اللغات الأسترونيزية (القسم الفرعي: أتشيه-تشامية).

## تاريخهم

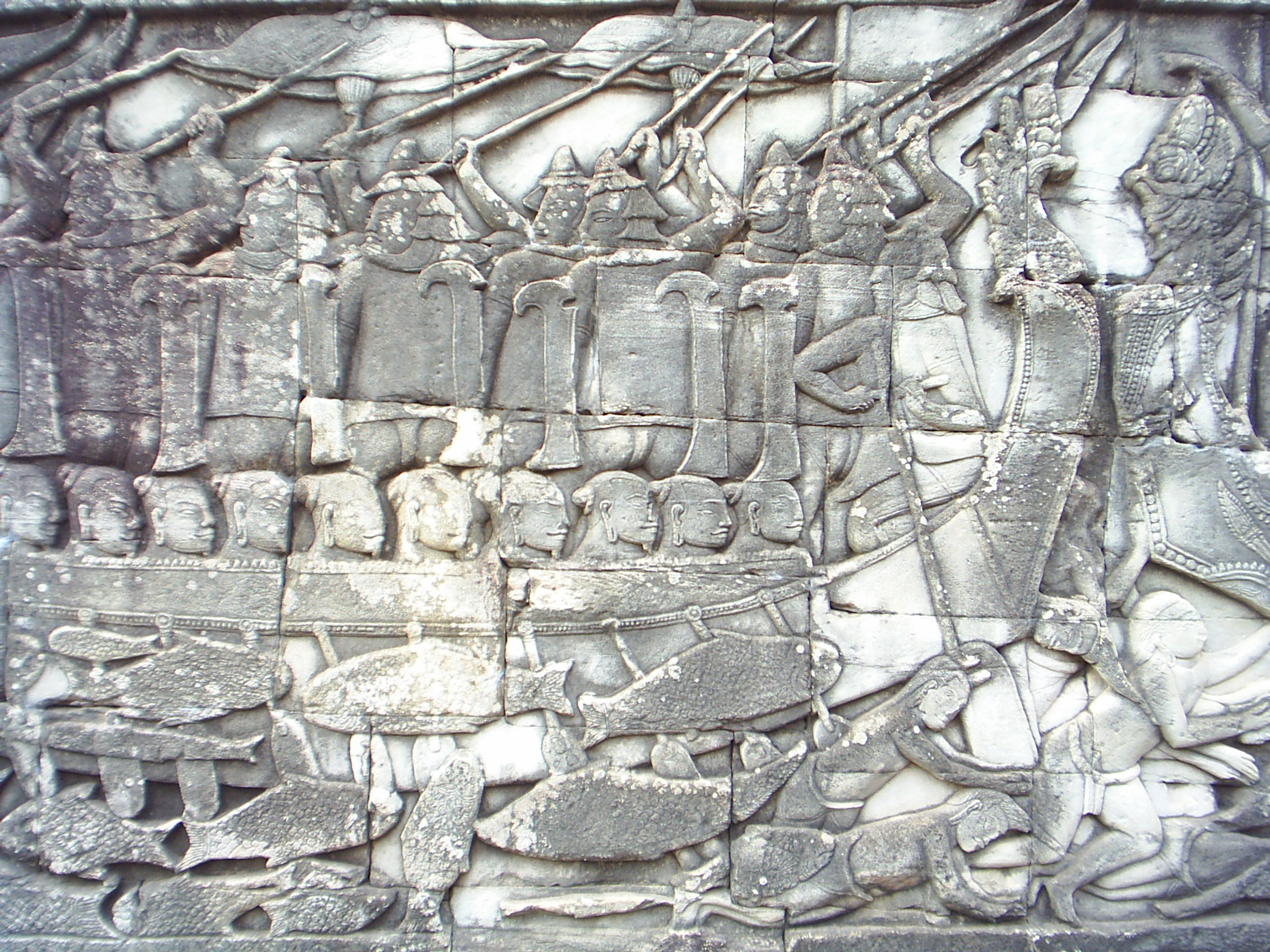
تصوّر لجندي بحرية تشامي يحارب الخمير، نقش تضاريسي على الحجر في بايون

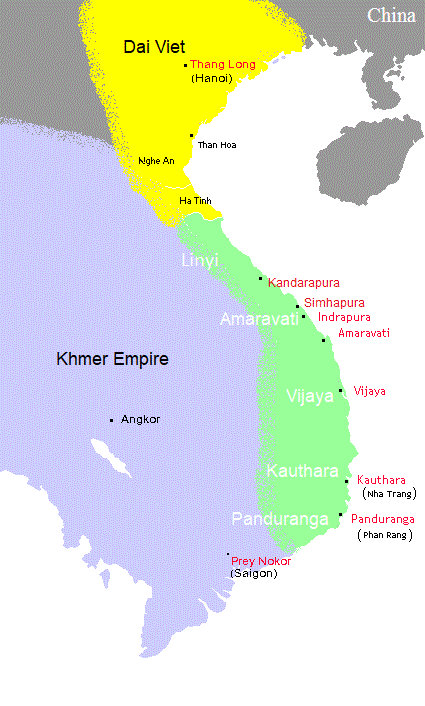
امتداد مملكة تشامبا تاريخيا (باللون الأخضر) حوالي 1100م

يرجح أن يكون أسلاف التشام قد هاجروا من جزيرة بورنيو.
وترجع مكتوبات صينية تذكر مملكة تشامبا إلى القرن الثاني الميلادي. في عهد ازدهارها في القرن التاسع الميلادي، تحكمت المملكة في أراضي امتدّت من هْوَىٰ في وسط تاي نغويِن إلى دلتا ميكونغ في كوتشينتشينا. وكان سبب ازدهارها تجارة الصندلوود والعبيد و-غالباً- القرصنة
يذكر الدمشقي في 1325م ما يعني أن «بلاد التشامبا يقطنها مسلمون ومشركون. وجائها الدين الإسلامي في عهد عثمان ابن عفان وعلي ابن ابي طالب، وأن كثرة من المسلمين الّذين هجّرهم الأمويون والحجاجُ ابن يوسف فرّوا إلى تلك المنطقة.
وفي القرن الثاني عشر الميلادي جرت سلسلة من الحروب بين التشام والخمير الذين كانوا يسكنون إلى الغرب. وفي 1177 م هاجم التشام وحلفائهم العاصمة الخميرية من بحيرة تونلي ساب ودمّروها. لكن في 1181 م غلبهم الملك الخميري جاياوارمان السابع.
بين صعود الدولة الخميرية حوالي سنة 800 م واحتلال فييتنام الأراضي الواقعة إلى جنوبها، بدأت المملكة التشامية في الانقلاص. في 1471 م أوقع فيهم الفيتناميون هزيمة ساحقة ذهب فيها 120 ألف نفر بين قتيل وأسير، وتقلّص نطاق المملكة إلى جيب صغير محاط به قرب نيا ترانغ. في وقت ما بين عامي 1607 و1676 م، دخل ملك التشامبا في الإسلام، وفي تلك الفترة أصبح الإسلام سمة مهيمنة على المجتمع التشامي.
أنتج الامتداد المتزايد للدولة الفيتنامية عام 1720م أنها ضمّت مملكة التشامبا إلى أراضيها واضطهد الملكُ الفيتنامي «ميني مانغ» أهلها التشايين. وأسفر ذلك عن هجرة الملك المسلم الأخير للتشامبا «بو تشين» مع قومه - من كان منهم في اليابسة - إلى كامبوديا في الجنوب، حين هاجر سكّان الساحل إلى ترينغانو في ماليزيا. كما فرّت مجموعة صغيرة إلى الشمال حيث جزيرة هاينان الصينية التي يُعرفون فيها اليوم باسم الـ«أُتسُل». ولا زالت المنطقة التي هاجر إليها الملك وأهل اليابسة تُعرَف بمقاطعة كمبونغ تشام، وتشتّتوا فيها إلى مجموعات قنطت وراء نهر الميكونغ. لكن لم يهاجر كل المسلمين التشامبا وبقيت منهم مجموعات في مقاطعات «نيا ترانغ» و«فان رانغ» و«فان ري» و«فان ثيات» في وسط فيتنام.
في الستينات ظهرت تحرّكات ثورية مطالبة بحرية التشام وبإنشاء دولة لهم. ومنها جبهة تحرير التشام (FLC - Le Front pour la Libération de Cham) وجبهة تحرير المرتفعات (Front de Libération des Hauts plateaux). وسعت الأخيرة للتعاون مع قبائل أخرى من سكّان الهضاب، وكان اسمها بين عامي 1946 و1960 جبهة القوميات الصغيرة ثمّ غيّرت اسمها عام 1960 ثمّ أُدْمِجَت مع الأولى في الستينات ليشكّلا «الجبهة الموحَّدة لتحرير العرقيات المضطهدة (Front unifié pour la Libération des Races opprimées FULRO). واليوم لا توجد تحرّكات انفصالية ولا سياسية بنفس القدر.

### الإبادة الجماعية
كتب أندرو بيران في مجلة تايم (النسخة الآسيوية) مقالة عام 2003 أعلن فيها ارتكاب الخمير الحمر إبادة جماعية ضد أقلية التشام المسلمة في كامبوديا. وخلال الإبادة، قتّلت الحكومة أعدادا فائقة من التشام مقارنة بعدد قتلى الخمير. واستنتج «عيسى عثمان»، وهو باحث في مركز التوثيق في كامبوديا، قائلاً:«عدد القتلى قد يصل إلى نصف المليون، فقد اعتبرهم الخمير الحمر عدوّهم الرئيس وكانت خطّتهم أن يبيدوهم جميعاً لأنّهم برزوا مختلفين: عبدوا إلٰه مختلف وطعموا غذاء مختلف كما أنّ أسمائهم ولغتهم مختلفة أي أنّهم كانوا يعيشون بأساسيّات وقواعد مختلفة. وحيث أنّ الخمير الحمر أرادوا المساواة بين الجميع، لمّا مارس التشام الإسلام لم يبان أنّهم متساوون. لذا عوقِبوا.»

### اليوم
غالبية تشام فيتنام هندوس، في حين أنّ تشام كامبوديا غالبيتهم مسلمون.
كما أنّ عدد صغير من التشام الشرقيون يدينون بالإسلام أيضاً، إضافة إلى قلّة يدينون بالبوذية الماهايانا. هاجر كثرة منهم إلى فرنسا في أواخر الستينات عندما اندلعت حرب أهلية في مدينة سايغون.
و88% من تشام كامبوديا مسلمون، وأُتْسُل هاينان مسلمون أيضاً. وأدّى انعزال مسلمي وسط فيتنام - وهم تشام - إلى ازدياد ازدواج البوذية مع إسلامهم حتّى رجوع إتّصالهم مع المجتمعات المسلمة الأخرى من أنحاء العالم في مدن فيتنام، ويعتبر الإسلام هناك في نهضة حيث تبنى مساجد جديدة. خلال حكم الخمير روج في كامبوديا عانىٰ المسلمون هناك الكثير وخسروا ما قد يقارب نصف عددهم، وخسروا ما يفوق باقي العرقيات. مثلاً قُتِلَ أغلب أئمّتهم ولم يبقى سوى 21 من أصل 113 إماماً - أي 19% - ولم يبقى سوى 15% من مساجد كامبوديا حسب التقديرات.
ويتواجد مهاجرون تشام في ماليزيا كما أنّ العلاقات التي تربط بين التشام والولاية الماليزية «كلنتن» عريقة. ويعترف دستور ماليزيا بحق التشام للجنسية الماليزية ووضعهم من حيث البوميبوترا، ويستمر التواصل القوي بين تشام ماليزيا وتشام فيتنام القانطون ضفاف نهر الميكونغ.

## الديانة

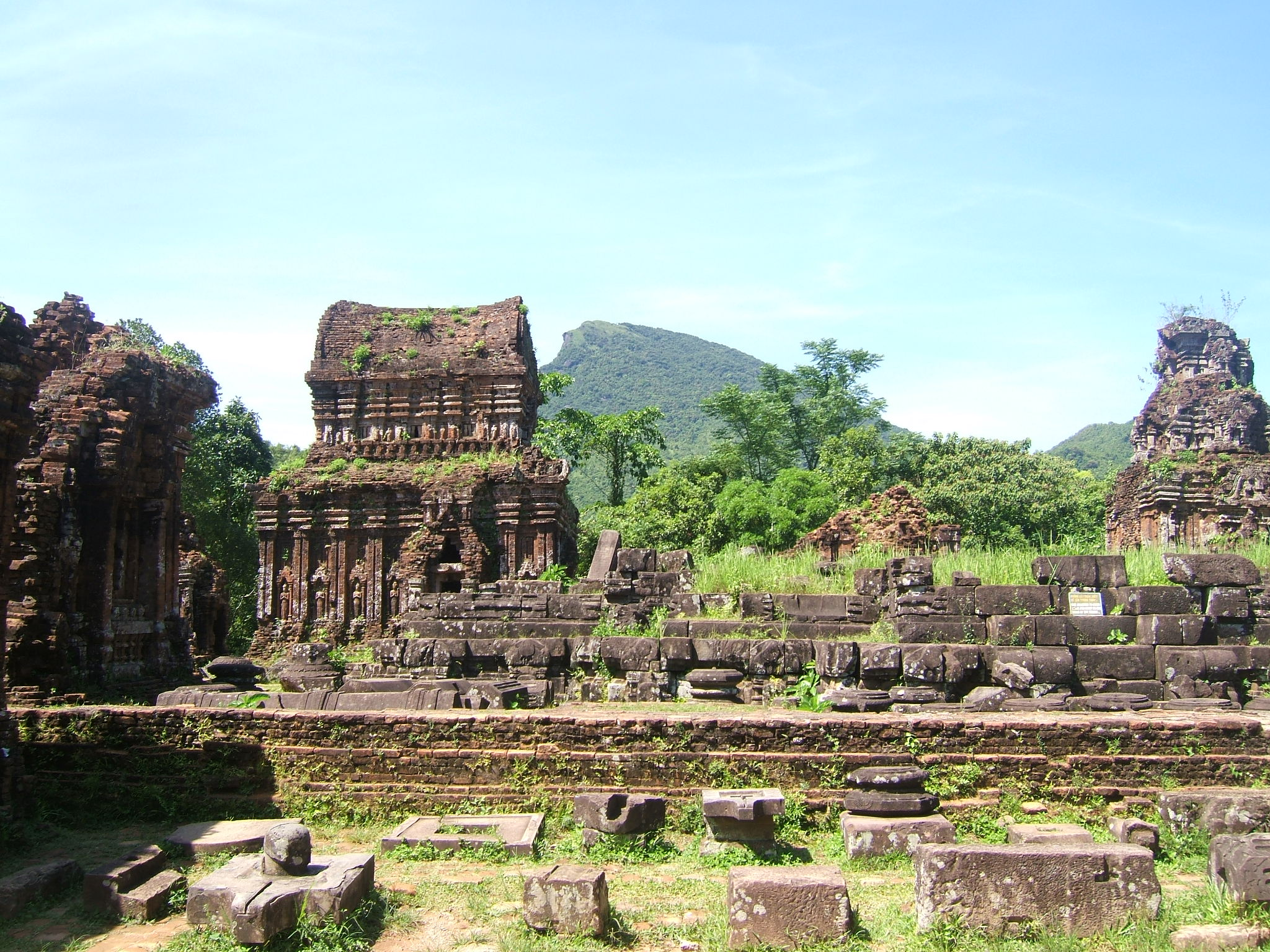
معابد «مي سون» ضمن أهم مواقع التشام المقدّسة

أوّل[بحاجة لمصدر] ديانات التشامبا كانت نوع من الهندوسية الشايوية، وأتت بحراً من الهند. ولمّا توقّف التجّار العرب على امتداد ساحل فيتنام في طريقهم إلى الصين بدأ الإسلام يؤثّر حضارة التشام.
وغير معلوم تاريخ وصول الإسلام للتشامبا أول مرة، لكن وجدت مقابر إسلامية ترجع إلى القرن الـ11 م. وعادةً يُفتَرَض ان الإسلام اتى لمنطقة الهند الصينية بعد وصوله إلىٰ الصين (حيث وصل في عهد تانغ أي 618-907 م) بفترة طويلة، وأن التجار العرب وصلوا للتشام دون غيرهم، وان هذا قد يفسّر سبب ربطهم بالإسلام في المنطقة دون غيرهم.
غالبية التشام وبالذات في كامبوديا يتّبعون الإسلام ويقيمون فرائضه متضمّنين الصلوات الخمس وصوم رمضان والحج إلى مكة المكرمة. ولسنين عدة، اشترك ممثلون من كامبوديا في مسابقات تلاوة القرآن الكريم السنوية المقامة في كوالا لومبور. ويدير تشام كامبوديا مدارس إسلامية ويرأسهم مفتي.
وتوجد جماعة صغيرة يسمّون أنفسهم «قوم جمعة» ويتّبعون نسخة مستحدثة محلّياً من العقيدة الإسلامية فيصلّون في الجمعة فقط ولا يقيمون من رمضان سوى 3 أيام. لكن بعض أعضاء تلك الجماعة انضمّوا للمجتمع التشامي الصالح إسلامه وقد يكون سبب ذلك تأثير أعضاء اسرهم عليهم ممن درس الإسلام في الخارج.

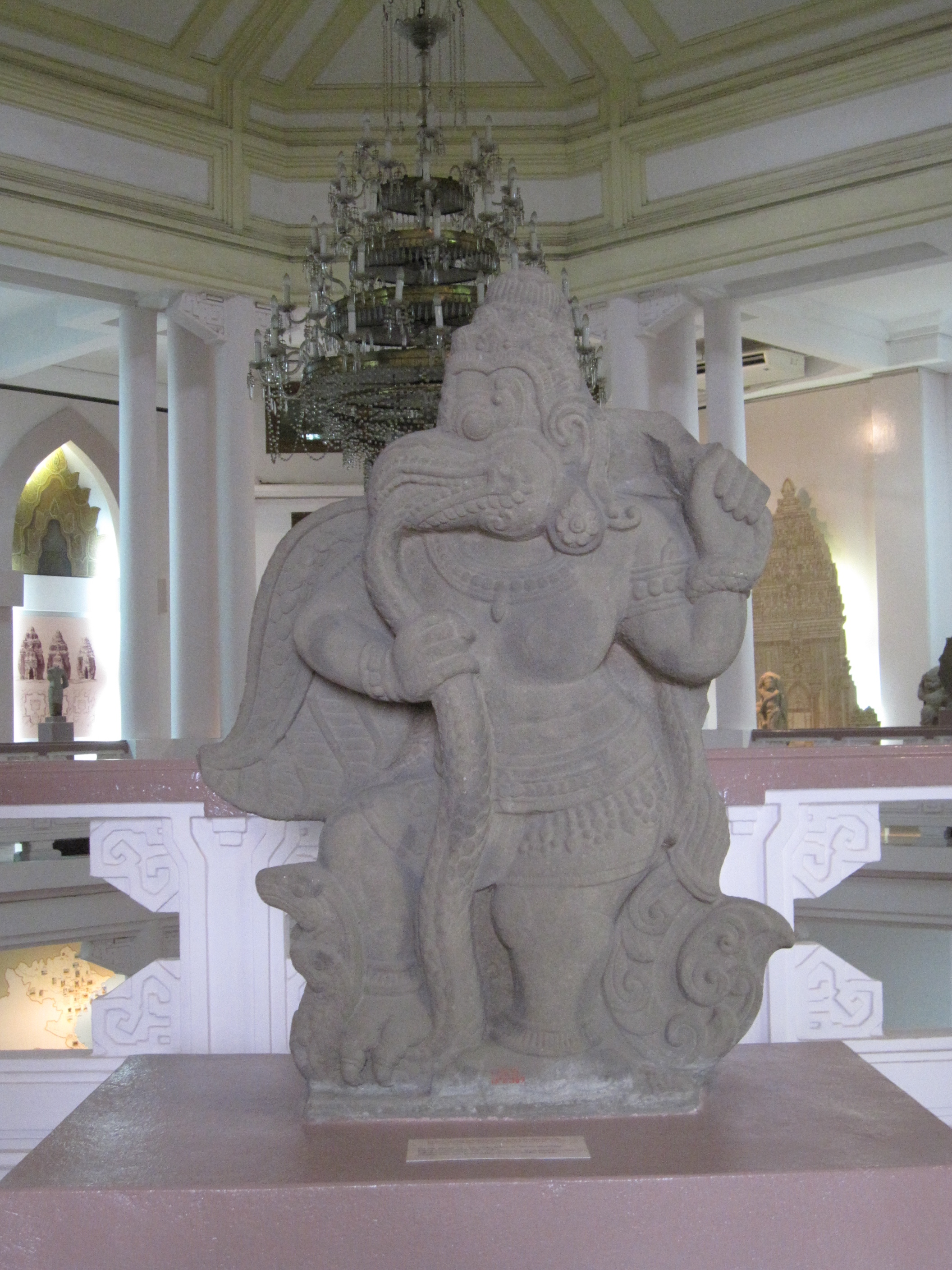
كان التشام يزيّنون معابدهم برسوم تضاريسية على الصخر، مصوّرين آلهتهم، مثلاً غارودا وهو يحارب الناغا (القرن الثاني أو الثالث عشر الميلادي)

غالبية الطائفة الهندوسية من التشام البالغ عددها 50 ألف من طبقة الكشاتريا الناغاوامشي. وأقلّية كبيرة براهمين.
تعرف المعابد الهندوسية عندهم بالـ«بيمونغ» وقوّادهم بالـ«هالاو تاموناي اهير». في مقاطعة نيني ثوان حيث يسكن كثير من تشام فيتنام، تشام بالامون الهندوس عددهم 32 ألف وتشام بني المسلمون عددهم قرابة 22 ألف. من أصل 22 قرية في المقاطعة 15 منهم هندوس و7 مسلمون.

## أعلام التشام
- تشى بونغ نيا، آخر ملك قوي من ملوك التشام
- تشى ليني، مغنّي
- سيني تشامي، ممثّل شاب من سنغافورة